# 'Eua

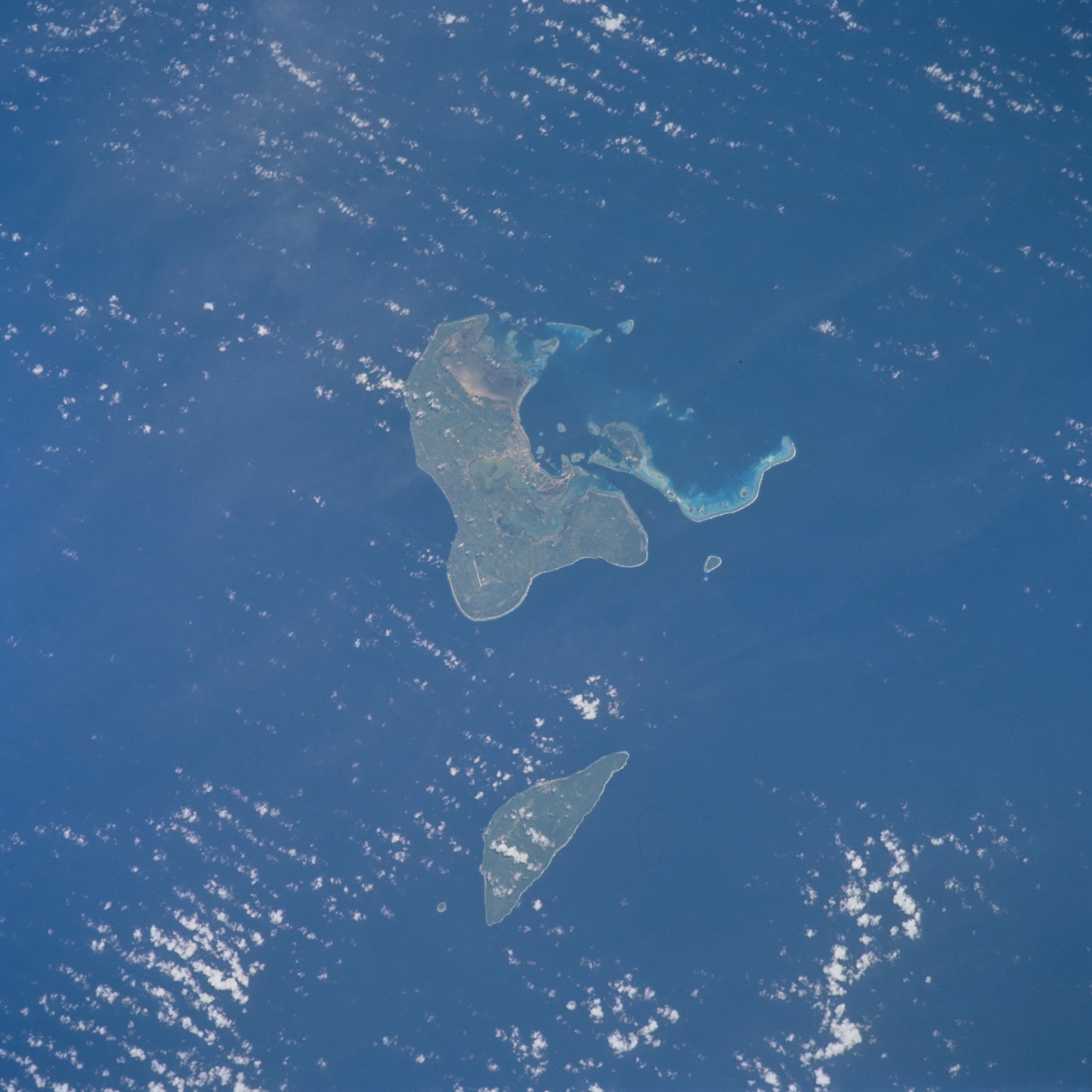
Eua nedom Tongatapu

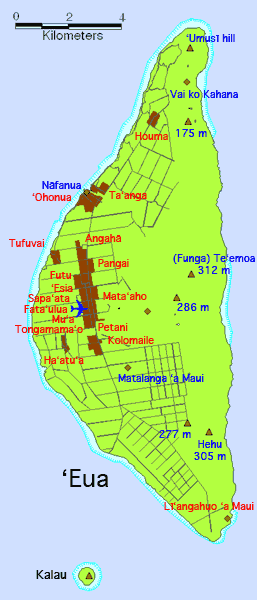
Karta över Eua

'Eua (tonganska motu ʻo ʻEua) är en ö i ögruppen Tongatapuöarna som tillhör Tonga i södra Stilla havet.

## Geografi
Eua ligger cirka 20 km sydöst om Tongatapu.
Ön är en korallö och har en sammanlagd areal om cirka 87,44 km² med en längd på ca 19 km och ca 7,5 km bred. Det är Tongas tredje största ö.
Den högsta höjden är Funga Teʻemoa på ca 312 m ö.h. och ligger på öns västra del. På den norra delen finns höga kustklippor som ''Liʻangahuo ʻa Maui och Lakufa 'anga och undervattensgrottan Cathedral cave.
Delar av ön utgör även den ca 450 hektar stora " 'Eua National Park" som är Tongas största nationalpark.
Befolkningen uppgår till ca 5.500 invånare där ca 1.250 bor i huvudorten ʻOhonua på öns västra del och övriga i det ytterligare 15-talet byar. Förvaltningsmässigt utgör ön ett eget distriktet Eau division och är indelad i 2 kommuner, 'Eua Proper och 'Eua Fo'ou.
De norra byarna Houma, Ta'anga, 'Ohonua, Pangai och Tufuvai bebos av Euas ursprungliga invånare medan Ha'atu'a och Kolomaile i söder bebos av den evakuerade befolkningen från den numera obebodda ön  'Ata ca 200 km sydöst om Tongatapu. De övriga 9 byarna Angaha, 'Esia, Fata'ulua, Futu, Mu'a, Mata'aho, Petani, Sapa'ata och Tongamama'o i 'Eua Fo'ou bebos av den evakuerade befolkningen från Niuafo'ou som inte återvände hem.
Öns flygplats Kaufana (Kaufana Airport, flygplatskod "EUA") ligger på Euas västra del ca 3 km söder om ʻOhonua vid byn Fata'ulua och har kapacitet för lokalt flyg. Det finns även regelbundna färjeförbindelser med Tongatapu.

## Historia
Tongaöarna beboddes av polynesier sedan 2000-talet f.kr. under Lapitakulturen.
Ön har alltid varit del i det tonganska imperiet och en rad fornlämningar som Nafanua och Matalanga ʻa Maui vittnar om denna tid och 1983 byggde den nuvarande monarken ett nytt palats vid Anokula.
Den nederländske upptäcktsresanden Abel Tasman blev den 21 januari 1643 de första européerna att besöka Eua. Då namngavs ön Middelburg Eylandt. Tasman upptäckte för övrigt även ön 'Ata.
1864 evakuerades ön 'Ata efter beslut av kung George Tupou I och befolkningen flyttades till Eua.
1946 evakuerades ön Niuafo'ou inför ett hotande vulkanutbrott och befolkningen flyttades till Eua. De flesta återvände 1958.